# (8005) Albinadubois
(8005) Albinadubois est un astéroïde de la ceinture principale.

## Description
(8005) Albinadubois est un astéroïde de la ceinture principale d'astéroïdes. Il fut découvert le 16 juin 1988 à l'observatoire Palomar par Eleanor Francis Helin. Il présente une orbite caractérisée par un demi-grand axe de 2,55 UA, une excentricité de 0,15 et une inclinaison de 6,8° par rapport à l'écliptique.
Il est nommé en l'honneur de la comtesse Albina du Boisrouvray, philanthrope française.